# 780
سنة 780 م كانت سنة كبيسة تبدأ يوم السبت (الرابط يظهر نموذج التقويم الكامل للسنة) من التقويم اليولياني. بدأت تسمية السنة ب780 منذ العصور الوسطى المبكرة، عندما أصبح تقويم أنو دوميني هو الأسلوب السائد في أوروبا لتسمية السنوات.

## مواليد
- أحمد بن حنبل
- فريدريك من اوتريخت
- محمد بن موسى الخوارزمي
- رابانوس ماوروس
- يونيان تانشنغ

## وفيات
- عبيد الله بن أبان بن معاوية
- أبو معاوية النحوي
- كومي نو واكامي
- كريدان
- ليو الرابع
- هيميلترود
- خالد بن برمك